# Guido von Tuszien
Guido (oder Wido) († 928/929) war der älteste Sohn des Markgrafen Adalbert II. von Tuszien (Haus Bonifacius) und der Bertha von Lotharingien.
Mit dem Tod seines Vaters am († 10./19. September 915) wurde er Graf und Herzog von Lucca und Markgraf von Tuscien unter der Regentschaft seiner Mutter. Er selbst geriet im Jahr darauf (916) in Gefangenschaft und verbrachte die Jahre bis vermutlich 920 in Mantua in Haft.
924/925 wurde er der zweite Ehemann der Marozia, der „senatrix et patricia Romanorum“, die 932 in dritter Ehe seinen Halbbruder Hugo I. von Vienne, König von Italien, heiratete.
Guido und Marozia hatten eine gemeinsame Tochter Theodora (oder Berta) sowie vermutlich noch ein oder zwei weitere Kinder, von denen nichts weiter bekannt ist. Da Guido bei seinem Tod keine Söhne hatte, wurde sein Bruder Lambert sein Nachfolger.
| Vorgänger    | Amt                            | Nachfolger |
| ------------ | ------------------------------ | ---------- |
| Adalbert II. | Markgrafen der Toskana 915–929 | Lambert    |

| Personendaten    | Personendaten                                      |
| ---------------- | -------------------------------------------------- |
| NAME             | Guido von Tuszien                                  |
| KURZBESCHREIBUNG | Graf und Herzog von Lucca und Markgraf von Tuscien |
| GEBURTSDATUM     | 9. Jahrhundert oder 10. Jahrhundert                |
| STERBEDATUM      | 928 oder 929                                       |